# Xian de Daning
Le xian de Daning (大宁县 ; pinyin : Dàníng Xiàn) est un district administratif de la province du Shanxi en Chine. Il est placé sous la juridiction de la ville-préfecture de Linfen.
L'historie simplement : Histoire simple : Selon les découvertes archéologiques de Zhima Tan, il y avait des habitants installés dans le comté de Da Ning au cours de l'âge de pierre Vieux.[pas clair]
Da Ning comté a été formellement établi dans la première année de l'ère Baoding, l'empereur Wu, la dynastie des Zhou du Nord (chinois: 北周武帝寶定元年)

## Démographie
La population du district était de 64 272 habitants en 1999.